# Ceratrichia argyrosticta
Ceratrichia argyrosticta är en fjärilsart som beskrevs av Carl Plötz 1879. Ceratrichia argyrosticta ingår i släktet Ceratrichia och familjen tjockhuvuden. Inga underarter finns listade i Catalogue of Life.